# Ermland

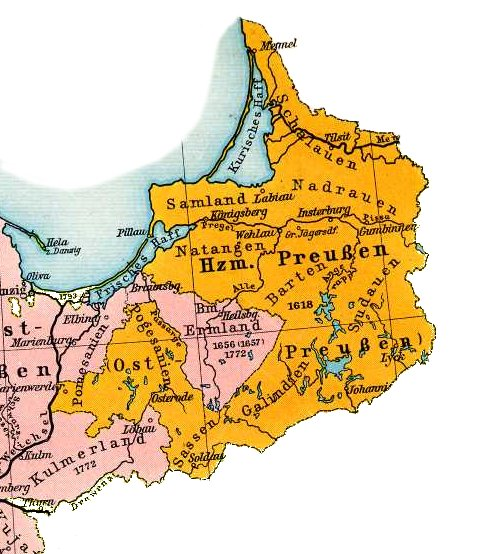
Ermland als Pools gebied binnen Oost-Pruisen in 1648

Ermland of Warmië (Pools, Engels en Latijn: Warmia), is een historische landstreek in de woiwodschap Ermland-Mazurië, Polen, tussen het Wislahaf en het Mazurisch Merenplateau.

## Geografie
De belangrijkste steden in de regio zijn Biskupiec (voor 1945: Bischofsburg), Braniewo (Braunsberg), Frombork (Frauenburg), Lidzbark Warmiński (Heilsberg), Olsztyn (Allenstein) en Reszel (Rößel). Het gebied grenst in het noorden aan het Wislahaf en het historische landschap Natangen, in het oosten aan het historische landschap Barten, in het zuiden aan Sassen en in het westen aan Pogesanië.

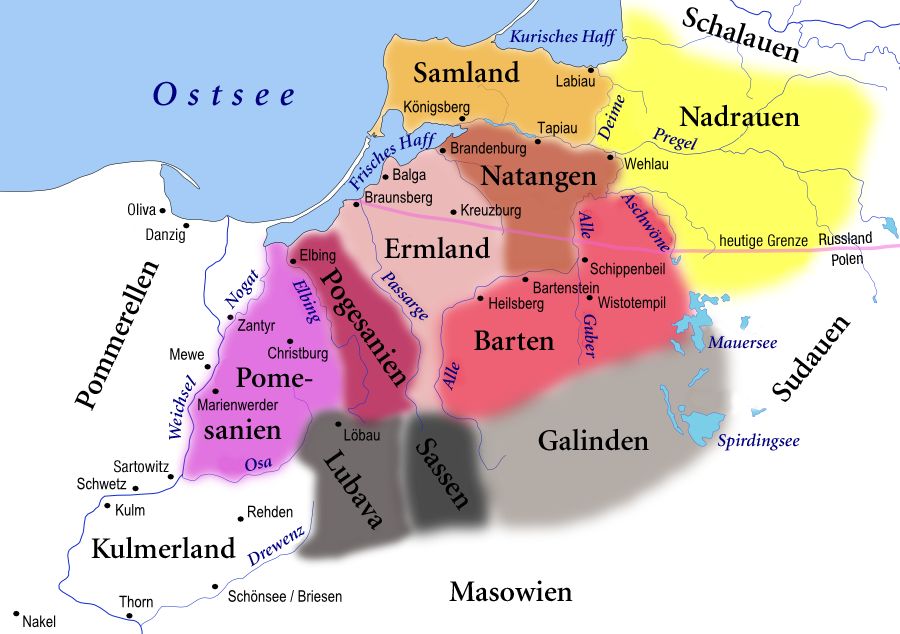
Ligging van het Ermland en omliggende landschappen in de 13e eeuw

## Geschiedenis
Ermland was oorspronkelijk een van de stamgebieden van de oude Pruisen (Pruzzen). Het werd in de dertiende eeuw veroverd door de Duitse Orde en vooral de nieuw gestichte steden werden toen bevolkt met kolonisten uit het noorden en noordwesten van Duitsland en uit  Silezië. Een meerderheid van de bevolking bestond uit Pruisen die in de loop der tijd met de Duitse bevolking samensmolten. Uit hun taal stamt de naam Wormeland die rond 1300 werd verbasterd tot Ermland. In het Pools werd hetWarmia. 
In 1243 maakt Paus Innocentius IV Ermland tot een van de vier bisdommen binnen de staat van de Duitse Orde. De zetel van het diocees Ermland was aanvankelijk Braunsberg (Braniowo) en vanaf 1284 Frauenburg (Frombork). De bisschoppelijke residentie werd in 1350 Heilsberg (Lidzbark). Ermland en de andere bisdommen in het gebied van de Duitse Orde waren deel van het aartsbisdom Riga. 
West-Pruisen en Ermland moesten bij de Tweede Vrede van Thorn (1466) het gezag van de Poolse koning aanvaarden en werden losgemaakt van de Duitse Orde. Koning Casimir IV van Polen dwong het bisdom Ermland zijn gezag te erkennen en een door hem aangewezen bisschop aan te stellen. Ermland bleef ondanks de Poolse koninklijke invloed formeel onder pauselijk gezag wat nogmaals werd bevestigd toen het aartsbisdom Riga, waartoe het behoorde, ophield te bestaan in 1566. Na een ruim tien jaar durende oorlog mocht men in 1579, tegen de wens van de Poolse koning, zijn eigen bisschop kiezen en kreeg het de status van prinsbisdom. Dit prinsbisdom ressorteerde onder de Heilige Stoel in Rome. Daarnaast moest de bisschop een eed van trouw afleggen aan de Poolse koning als beschermheer. De Poolse koningen droegen vanaf 1589 leden van de hoge Poolse adel voor en de kerk moest deze aanvaarden. De Ermlander adel werd deel van de Poolse adelstand (szlachta) die een zetel in de Poolse senaat hadden, waarbij een aantal families hun Pruisisch-Duitse achtergrond in ere hielden. Bij de Eerste Poolse Deling (1772) werd het bisdom deel van het Koninkrijk Pruisen en ging de wereldlijke macht van de bisschoppen verloren. Ermland werd een deel van de provincie Oost-Pruisen. Onder gezag van de Pruisische koningen werden vanaf 1795 Pruisisch-gezinde bisschoppen benoemd uit leden van een katholieke tak (Hohenzollern-Hechingen) van het koningshuis. De adel werd deel van het Pruisische Junkertum. Enkele adelijke geslachten emigreerden naar Polen. 
Rond 1400 werd de meerderheid van de bevolking nog aangeduid als Pruisen. Naast eerdere kolonisten uit Noord-Duitsland vestigden er zich kolonisten uit Polen, voornamelijk in de zuidelijke districten die tussen 1450 en 1525 door oorlogsgeweld verwoest en ontvolkt waren geraakt. In de oorlogen die in de 17de eeuw Ermland teisterden, werd een vijfde van de huizen verwoest en verloren veel bewoners het leven. Om deze plekken weer te vullen werden boeren uit Polen gehaald. Het decennium 1700-1710 werd geteisterd door epidemieën waarbij een derde van de bevolking het leven liet. Dat was veel minder dan in oostelijker streken van Oost-Pruisen waar meer dan de helft van de bevolking omkwam. Opnieuw werden Poolse boeren naar het Ermland gehaald, vooral naar het zuiden rond de stad Allenstein (Olsztyn), waar de ontvolking het grootst was.  
De laatste sprekers van het Oudpruisisch waren in de 16e eeuw overgegaan op het Nederpruisisch, een Nederduits dialect. In het zuiden behielden de uit Mazovië gekomen boeren hun Poolse dialect. Door hun traditionele katholicisme bleven de Ermlanders zich onderscheiden van de overige lutherse bevolking van Oost-Pruisen. 
Met de rest van Oost-Pruisen veroverde de Sovjet-Unie in de Tweede Wereldoorlog het Ermland in 1945 en na enige tijd kreeg Polen het gezag toegewezen. De rooms-katholieke kerk ontfermde zich onmiddellijk over de verlaten kerkgebouwen die daardoor minder gevandaliseerd werden dan lutherse kerken elders. De Duitstalige bevolking werd grotendeels verdreven. Degenen die het Pools beheersten mochten blijven. Voor de geestelijkheid en de talrijke kloostergemeenschappen werd geen uitzondering gemaakt. De verdreven Ermlanders werden in West-Duitsland vooral in traditioneel katholieke streken gevestigd zoals het Munsterland en het Emsland. Alleen enkele dorpen rond Olsztyn (Allenstein) hebben nog een Duits-tweetalige minderheid.
Het bisdom Ermland werd in 1992 door de Poolse Paus Johannes Paulus II verheven tot het Aartsbisdom Warmia. 

## Geboren in Ermland
Een opmerkelijk aantal Ermlanders is buiten hun geboortegebied bekend geworden, waaronder 	
- Hugo Haase (1863-1919), voorzitter SPD, vermoord in 1919
- Erich Mendelsohn (1887-1953), architect, vertrok als jood in 1934 naar Amerika toen zijn beroep hem onmogelijk werd gemaakt
- Paul Hoppe (1900-1988), apostolisch visitator voor de 'Heimatvertriebenen' in de Bondsrepubliek
- Georg Hermanowski (1918-1993), schrijver, en daarnaast vertaler van Nederlandse en Engelse literatuur in het Duits
- Hans-Jürgen Wischnewski (1922-2005), SPD politicus en secretaris van de IG Metall
- Rainer Barzel (1924-2006), CDU minister in de Bondsregering
- Georg Sterzinsky (1936-2011), kardinaal en aartsbisschop van Berlijn
- Hartmut Baggern (1938), generaal in de Bundeswehr

Na de verdrijving werden uit Ermlander ouders in het westen van Duitsland geboren: 
- Winfried Kretschmann (1948), minister-president van Baden-Württemberg
- Rainer Maria Woelki (1956), kardinaal en aartsbisschop van Keulen
- Stefan Zekorn (1958), bisschop in Münster